# Hoenderstraat
De Hoenderstraat (Maastrichts: Hoonderstraot) is een straat in het centrum van de Nederlandse stad Maastricht. De straat is genoemd naar een huis op de hoek van de Markt. De Hoenderstraat is een winkelstraat en ligt in het voetgangersgebied van Maastricht, tussen de Markt en de Maas.

## Geschiedenis

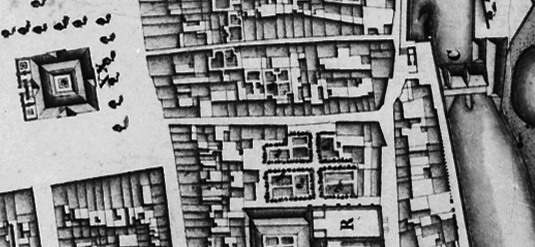
Detail van kaart uit 1749 met de Hoenderstraat als steeg tussen Markt en Maas (R=Augustijnenkerk)

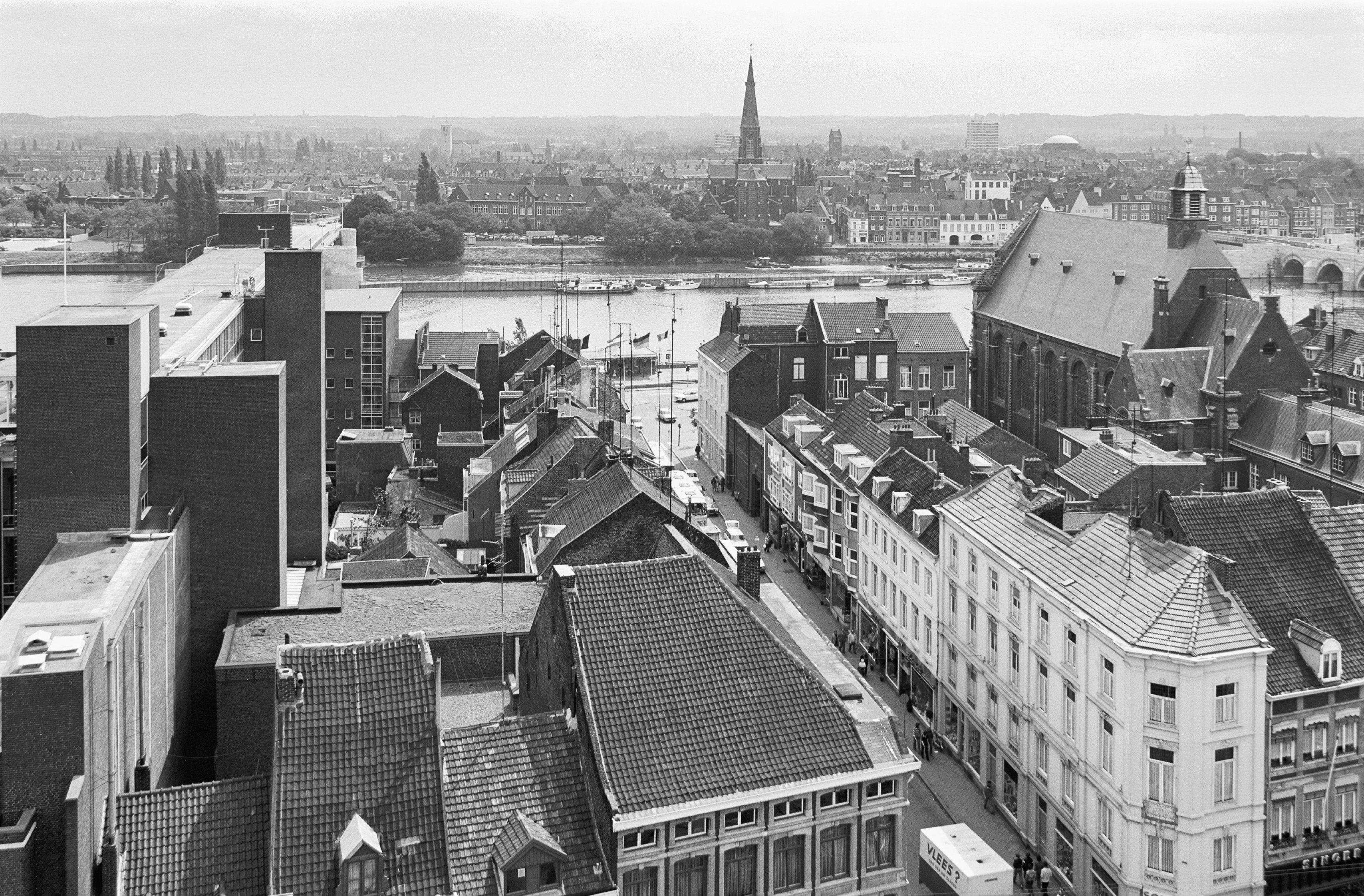
Zicht op de Hoenderstraat vanaf de toren van het Stadhuis in 1977

De naam van de Hoenderstraat (Latijn: vicus pullorum) is afgeleid van het in 1384 vermelde huis Die Hoen op de hoek van de Houtmarkt. In de 18e en 19e eeuw werd de straat op plattegronden meestal met de Franse naam aangegeven: rue des poules. Tot 1864 was de straat een steeg, die van de Markt naar de Molenpoort (of Hoenrepoort) leidde, waar in de Maas de schipmolens lagen. Het aantal schipmolens varieerde in de 15e, 16e en 17e eeuw van vijf tot tien. In 1705 werd de eerste Molenpoort afgebroken en werd hier de Maasmolen gebouwd, een grote watermolen, in 1811 vervangen door een nog grotere molen.
De Hoenderstraat grensde aan het klooster van de Augustijnen; aan de zuidkant van de straat lagen de kloostertuinen. Tussen 1845 en 1850 werd parallel aan de Maas het Kanaal Luik-Maastricht aangelegd, waarvoor een vijftigtal huizen in de Bokstraat werden gesloopt. De Hoenderstraat kwam daardoor direct op het kanaal uit, hoewel de straat toen nog steeds een smalle steeg was. In 1864 vonden 'rooilijncorrecties' plaats in combinatie met de aanleg van riolering. Door sloop van de bebouwing langs de zuidzijde werd de Hoenderstraat minstens twee keer zo breed.
Na demping van het kanaal werd hier vanaf 1965 in fasen de Maasboulevard aangelegd, die na de voltooiing in 1979 een drukke, doorgaande straat werd. In het oostelijk deel van de Hoenderstraat en langs de Kesselskade (tussen de Hoenderstraat en de Jodenstraat) ontwikkelde zich vanaf de jaren 60 een gebied met seksshops en prostitutiebedrijven, en vanaf de jaren 80 ook enkele coffeeshops. Verder werd de straat gekenmerkt door een afwisseling van winkels, kleinschalige bedrijven en woonhuizen. Enkele bekende, verdwenen zaken in de Hoenderstraat zijn: Stols (broodjeszaak), Dohmen (keukenbenodigdheden), Cremers (kogellagers), Hupkens (rijwielhandel), Sjo Gerardu (brommers en onderdelen) en Café Lucien.
Door de ondertunneling van de Maasboulevard (2001-03) sluit het oostelijk deel van de Hoenderstraat tegenwoordig aan op het Maaspromenadegebied. Na de opening van het winkelcentrum Mosae Forum in 2007 ging de Hoenderstraat tevens deel uitmaken van het kernwinkelcentrum van Maastricht, alhoewel die ontwikkeling zich anno 2019 nog niet ten volle heeft doorgezet.

## Bezienswaardigheden
De Hoenderstraat is gelegen binnen het beschermd stadsgezicht van Maastricht. De straat telt slechts een rijksmonument, het hoekpand Markt 55. Het huis, In de Blauwe Handt genaamd, werd in 1754 gebouwd door de brouwers Steignart en Raedts, maar omvat twee oudere kernen van een middeleeuws huis en een 17e-eeuws huis. Een deel van de 19e-eeuwse gevel aan de Hoenderstraat werd in 2004 opengebroken om een doorgang te creëren ten behoeve van het nieuwe winkelcentrum Mosae Forum. Bij de verbouwing van het pand kwam een 15e-eeuwse vakwerkgevel vrij. Deze is in de nieuwe entree van het winkelcentrum zichtbaar gemaakt. De Belgische architect Bruno Albert ontwierp een atrium met een paraplu-constructie, die het oude pand en de nieuwbouw verbinden.

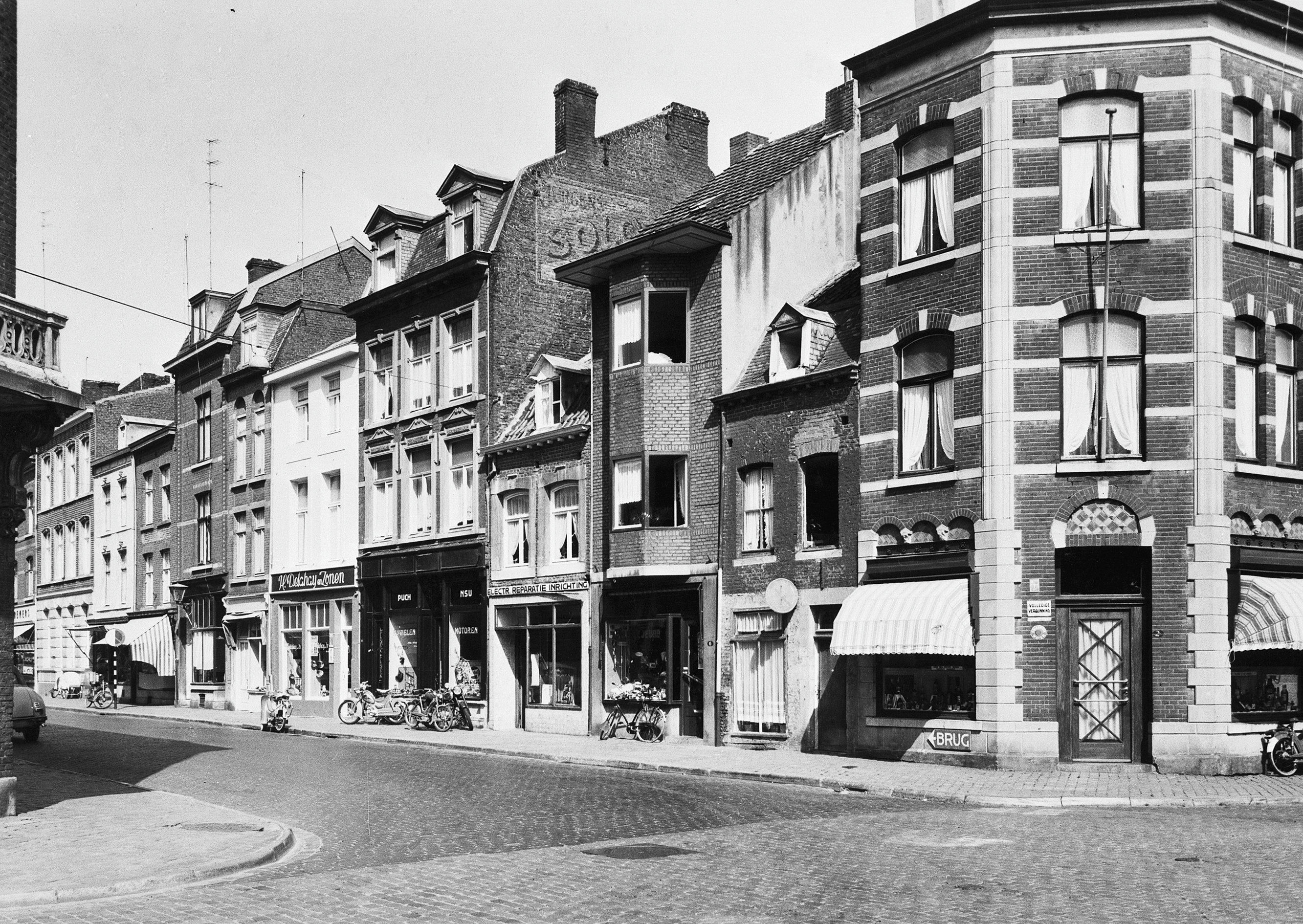
Hoek Kesselskade, 1957
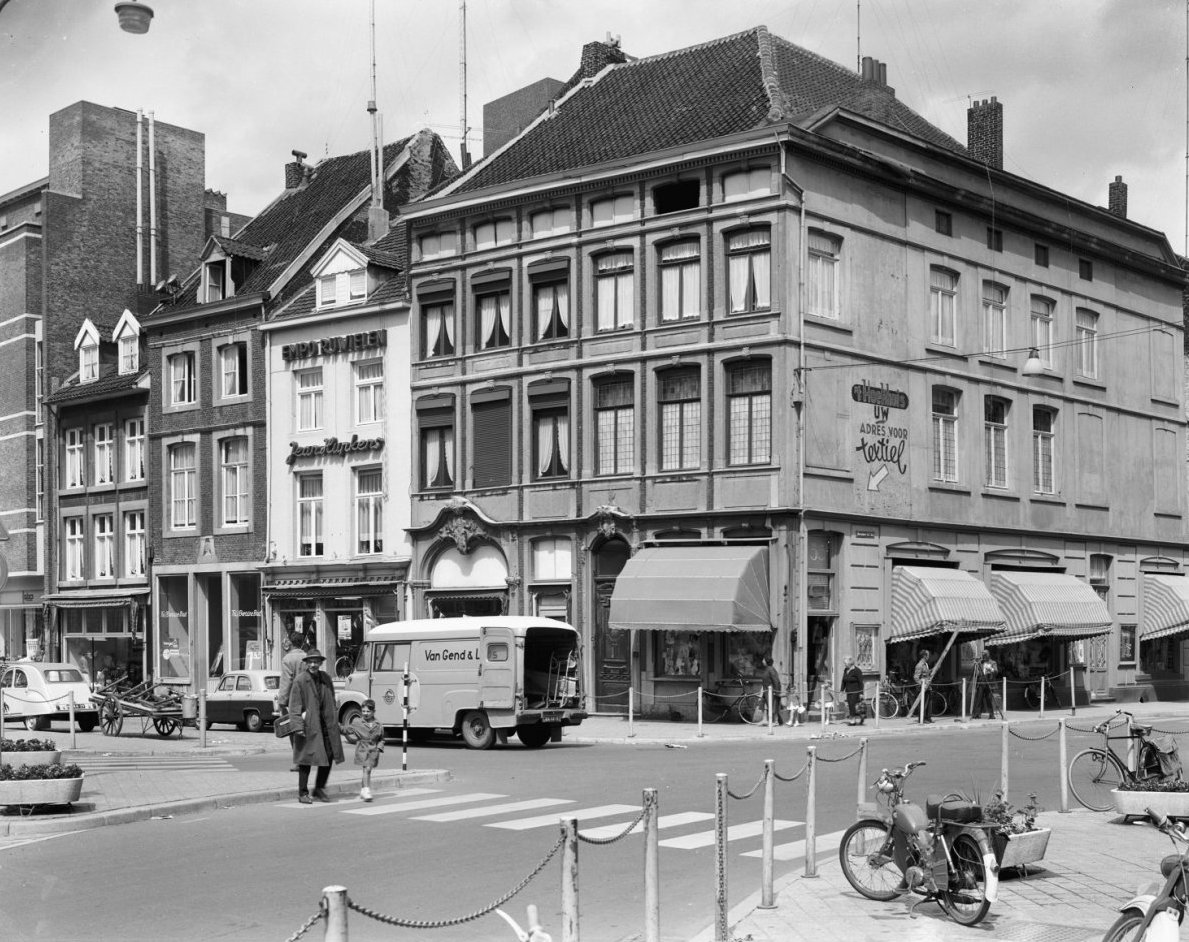
Markt-Hoenderstraat, 1962
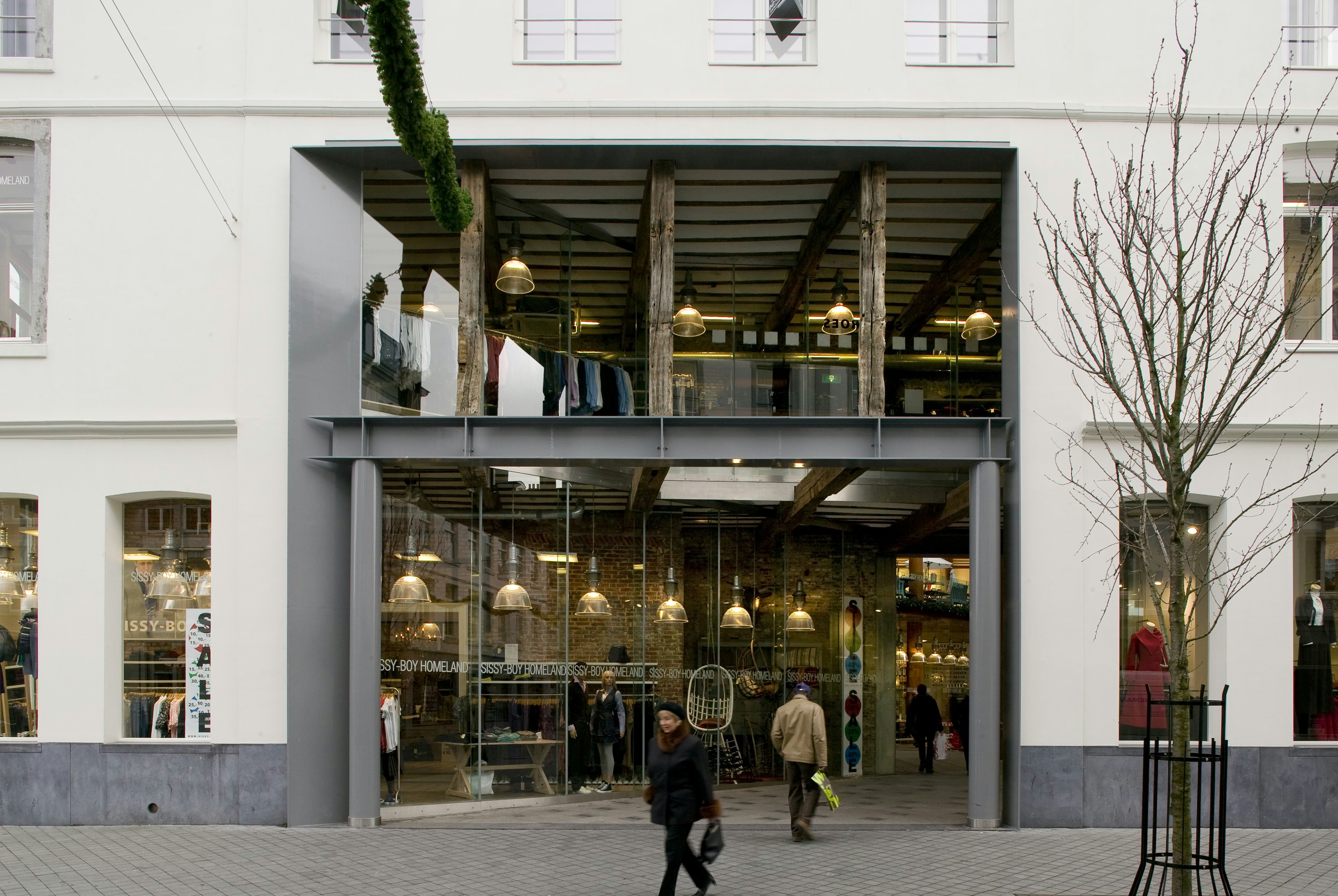
Toegang Mosae Forum
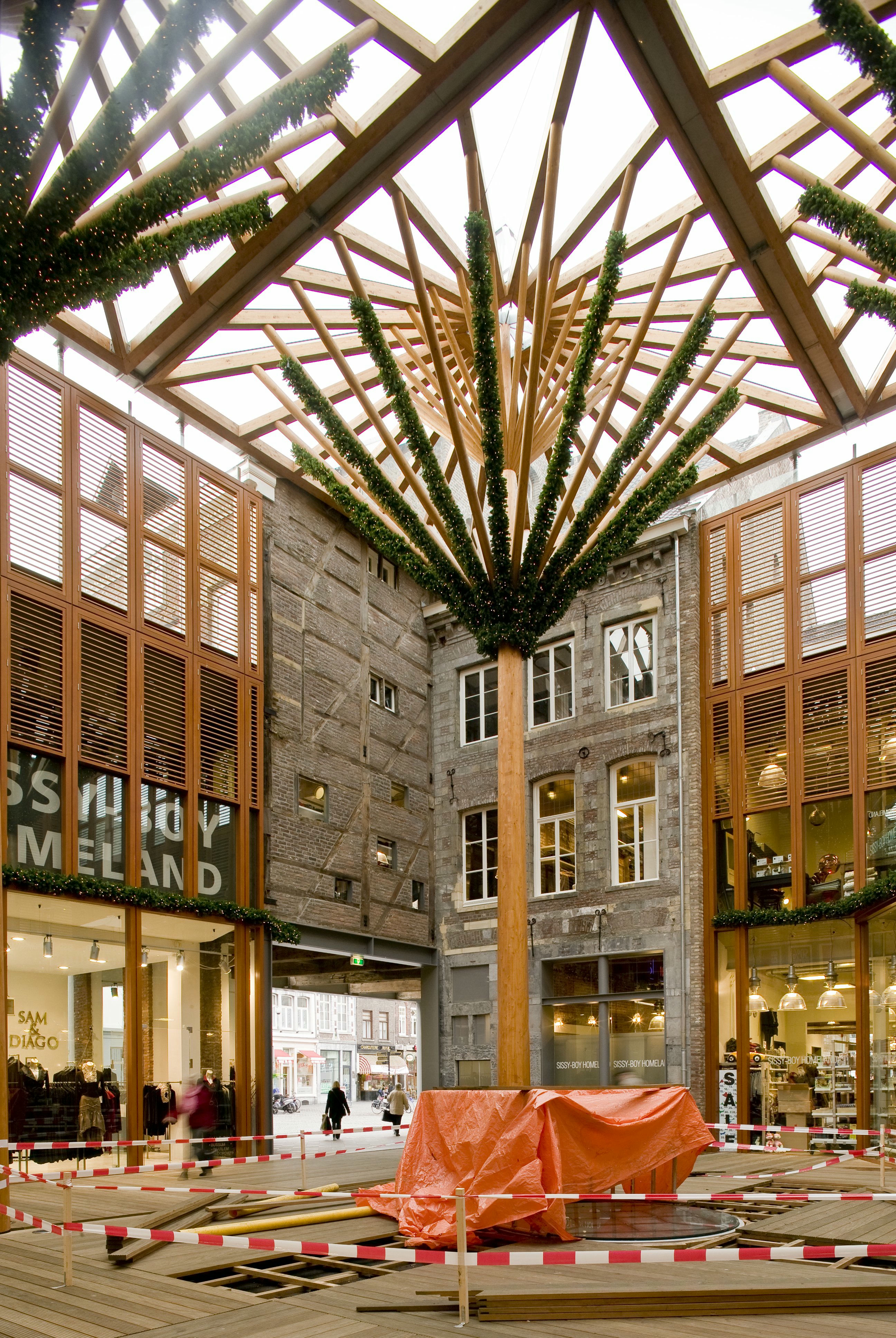
'Paraplu's' Mosae Forum

## Trivia
- In de Hoenderstraat woonde eind 19e eeuw de familie Van der Meer, waar regelmatig 'soirées artistiques' plaatsvonden en waar onder andere de componist Carl Smulders speelde.
- De verbouwing van het monumentale pand Markt 55 op de hoek Markt-Hoenderstraat riep bij sommige liefhebbers van oude gebouwen weerstand op tegen de rigoureuze doorbraak ten behoeve van commerciële overwegingen (de bevordering van de 'doorloop' van de Muntstraat naar het nieuwe winkelcentrum).
- Na de oplevering van Mosae Forum en de vernieuwde Hoenderstraat bleef deze laatste enigszins achter in de ontwikkeling tot 'A-locatie'. Om de leegstand van winkelpanden te camoufleren was in het hoekpand Muntstraat-Hoenderstraat in 2010 en 2011 de 'pop-up store' van Fashionclash gevestigd.
- In de Hoenderstraat ligt de coffeeshop Easy Going, die op 1 mei 2012 op last van burgemeester Onno Hoes werd gesloten wegens overtreding van de Opiumwet. Eigenaar Marc Josemans, tevens voorzitter van de Vereniging van coffeeshop-eigenaren in Maastricht, weigerde zijn klanten te controleren op wietpassen en wilde daarmee een rechtszaak uitlokken.